# Германский орден (награда)
Герма́нский о́рден (нем. Der Deutsche Orden) — высшая государственная награда нацистской Германии. Учреждённый Адольфом Гитлером в первой половине 1942 года, орден должен был «отмечать высшие заслуги […], которые немец может совершить для своего народа». Всего было награждено не более одиннадцати человек (из них первые семеро — посмертно).

## Орден
По статусу был не государственной, а партийной наградой (о чём также свидетельствовал партийный знак, изображённый в его центре). Адольф Гитлер лично отбирал каждого кандидата на награждение.
Существовало три степени ордена — первая (высшая), вторая и третья.
Знак ордена представлял собой чёрный эмалированный крест, с золотистым обрамлением по всему периметру. В центре креста изображен золотой партийный значок НСДАП. Между лучами креста находятся четыре золотых имперских орла с опущенными крыльями, каждый орёл держит в лапах свастику в венке.
Знак первой (высшей) и второй степени мог иметь над верхним лучом креста припаянное позолоченное металлическое изображение небольшого венка из дубовых листьев и (или) двух скрещённых мечей. В этом случае к названию знака ордена добавлялись слова «с золотыми дубовыми листьями», «с мечами» или «с золотыми дубовыми листьями и мечами». К верхнему лучу знака (а при наличии на верхнем луче дубовых листьев или мечей — к ним) припаивалось продолговатое кольцо с изображением ещё одного орла (на сей раз — с распростёртыми крыльями), держащего в лапах свастику в венке. В это кольцо продевалась красная лента, окантованная тонкими чёрными и белыми полосами, на которой знак первой и второй степени носился на шее.
К знаку первой (высшей) степени прилагалась нагрудная металлическая серебристая восьмиконечная звезда, на центр которой было наложено изображение знака ордена. По наличию или отсутствию звезды определялась степень знака — соответственно первая или вторая.
Реверс знака ордена первой и второй степени был покрыт чёрной эмалью, в центре реверса на эмали был вытиснен золотом автограф Адольфа Гитлера.
Знак третьей степени был с лицевой стороны таким же по внешнему виду, что и знаки первой и второй степени (неясно только, мог ли он иметь добавления в виде дубовых листьев и мечей). На оборотной стороне знака третьей степени имелась вертикальная булавка, с помощью которой знак ордена прикреплялся на грудь к одежде. Третьей степенью никто награждён не был.
Не имеется определённых сведений о том, где именно на одежде полагалось носить знак третьей степени и звезду к знаку первой степени.
В различных коллекциях имеется несколько десятков экземпляров данного ордена (гораздо больше, чем было произведено награждений), проверить подлинность большинства из них в настоящее время невозможно.

## Кавалеры ордена
- Фриц Тодт, рейхсминистр вооружения и боеприпасов, погиб в авиакатастрофе 8 февраля 1942 года; награждён посмертно 12 февраля 1942 первой степенью с листьями и мечами;
- Рейнхард Гейдрих, начальник Главного управления имперской безопасности СС, умер от ран 4 июня 1942 года, награждён посмертно 9 июня 1942 года первой степенью с листьями и мечами;
- Адольф Хюнляйн, фюрер Национал-социалистического моторизованного корпуса, умер 18 июня 1942 года; награждён посмертно 21 июня 1942 года (о степени награды и наличии на ней листьев и мечей точных сведений не имеется);
- Виктор Лютце, начальник штаба СА. Погиб в автокатастрофе 2 мая 1943 года, награждён посмертно 7 мая 1943 года первой степенью (о наличии на ней листьев и мечей точных сведений не имеется);
- Адольф Вагнер, гауляйтер, умер 12 апреля 1944 года, награждён посмертно 17 апреля 1944 года (о степени награды и наличии на ней листьев и мечей точных сведений не имеется, предположительно — первая степень с дубовыми листьями и мечами);
- Йозеф Бюркель, гауляйтер, умер 28 сентября 1944 года, награждён посмертно 3 октября 1944 года первой степенью с мечами (о наличии на ней листьев точных сведений не имеется);
- Рудольф Шмундт, главный адъютант фюрера, умер от ран 1 октября 1944 года, награждён посмертно 7 октября 1944 года первой степенью с мечами (о наличии на ней листьев точных сведений не имеется);
- Константин Хирль, глава Имперской трудовой службы, рейхсминистр, награждён 24 февраля 1945 года первой степенью с листьями и мечами (первый, кто был награждён живым, к 70-летнему юбилею);
- Карл Ханке, гауляйтер, награждён в начале апреля 1945 года (о дате награждения, степени награды и наличии на ней листьев и мечей точных сведений не имеется. Геббельс в своём дневнике 9 апреля 1945 года записал: «фюрер наградил Ханке золотым германским орденом. Стало быть, Ханке второй после Хирля немец, получающий этот орден, хотя и более низкой степени». Из этого следует, что Ханке получил, вероятно, вторую степень ордена, или первую, но без дубовых листьев и (или) мечей). Погиб летом 1945 года после окончания боевых действий в Европе;
- Карл Хольц, гауляйтер, награждён 19 апреля 1945 года (о степени награды и наличии на ней листьев и мечей точных сведений не имеется); погиб на следующий день после награждения;
- Артур Аксманн, руководитель немецкой молодёжной организации Гитлерюгенд, награждён в конце апреля 1945 года (по одним данным 25, по другим 28 апреля). О степени награды известно со слов адъютанта фюрера Отто Гюнше, который позднее в советском плену упомянул в своих показаниях, что Гитлер в последние дни апреля 1945 года одновременно наградил Аксманна Железным крестом первого класса и Германским орденом второй степени (о наличии на последнем листьев или мечей Гюнше не сказал).

Немецкая Википедия утверждает, что все вышеуказанные лица были удостоены орденов с листьями и мечами (не уточняя, какой именно степени), при этом Константин Хирль получил особую степень: на кресте его ордена листья и мечи, предусмотренные обычным описанием, были заменены на золотые дубовые листья и мечи, которые прилагались к высшей степени Рыцарского Креста Железного Креста.

## Современное положение ордена
Согласно п. 1.1 § 6 закона Германии о порядке награждения орденами и о порядке ношения от 26 июля 1957 г.(нем. Gesetz über Titel, Orden und Ehrenzeichen) допустимо ношение наград III Рейха, но только без свастики и только при наличии свидетельства о награждении. Но поскольку денацифицированного варианта Германского ордена создано не было, то согласно п. 2 § 6 того же закона, ношение, продажа или иное использование ордена, имеющего нацистские эмблемы, запрещено.